# ジュリア・クイン
ジュリア・クイン（Julia Quinn、本名：ジュリア・ポッティンガー〈Julie Pottinger 〉、旧姓：コトラー〈Cotler 〉、1970年 - ）は、アメリカ合衆国のロマンス作家。ペンネームの「クイン (Quinn) 」は、本棚でベストセラー作家のアマンダ・クイック (Quick) の隣に並べられたいとの思いから名付けたと明かしている。著作は26か国語に翻訳されており、『ニューヨーク・タイムズ』のベストセラー・リストに18回ランクインしたことがある。

## 経歴
両親の離婚後はカリフォルニアで過ごしたが、主にニューイングランド地方で育った。幼い頃から本ばかり読んでいた。ティーン向けのロマンス作品"Sweet Dreams" や「スイート・ヴァレー・ハイ」シリーズを読むことに父親はあまりいい顔をせず、そうした作品が自分にとって良いと証明できたら読み続けてもいいと言い渡し、すぐに自分はこの本で書き方を勉強しているのだと反論したという。そのことを証明しようと出たばかりのコンピュータの前に座って最初の2章を書いたという。3年かかって書き上げた作品を"Sweet Dreams" の出版社へ送ったが断られた。
ハーバード大学を芸術史の学位を取得して卒業。4年生の時、その学位で何をしたいのかが分からず、医学部へ進むことを決めていた。医学部に入るには科学が必修で、更に2年通わなければならなかった。
科学の勉強に多くの時間を当てながら、軽めのリージェンシー・ロマンスを書き始めた。医学部への入学が決まって数週間後、初めて書いた2作『すみれの瞳に公爵のキスを』（原題：Splendid ）と『求婚のワルツは真夜中に』（原題：Dancing At Midnight ）がオークションで売れているという、駆け出しのロマンス作家にとって信じられないことが起こっていることに気付いた。さらに2作を書くために入学を2年延ばすことを決めた。
イェール大学医学部に入学し、医師になりたいと決めた時には、3作品が出版されていた。医学の道に進んでわずか数か月後、やはり自分は解剖より書く方が好きだと気付き、退学してフルタイムで執筆に専念することにした。
フェミニストと自認しており、作品のヒロインにもその気質を持たせているが、時代設定と照らし合わせると必ずしも正しいとはいえない。作品の特徴として、ユーモアたっぷりでありながらシャープでウィットに富んだ会話が繰り広げられることが挙げられる。ロマンス小説にありがちな、登場人物が窮地に立たされ、大きな争いに巻き込まれるような展開は少ない。『青い瞳にひそやかに恋を』（原題：When He was Wicked ）もそういった普通のロマンス小説とは異なり、最初の4章でヒロインの（ヒーローでない男性との）幸せな結婚生活が描かれ、最初の夫の死、ヒロインと夫の親友だったヒーローの2人が悲しみに立ち向かい、2人の2度目の「恋」が怒濤のように始まっていく。
作品の多くに夫ポールへの献辞が書かれている。2007年、『夢の乙女に永遠の誓いを』（原題：On the Way to the Wedding ）でアメリカロマンス作家協会（以下、RWA）が主催するリタ賞を受賞、翌2008年には『ミランダの秘密の日記』（原題：The Secret Diaries of Miss Miranda Cheever ）で連続受賞した。2010年には『レディ・オリヴィアの秘密の恋』（原題：What Happens in London ）で受賞し、最年少で15人しかいないロマンス作家協会の殿堂入り作家の1人となった。2003年には『タイム』で特集記事が組まれたが、ロマンス作家では珍しい出来事だった。2005年、『パブリッシャーズ・ウィークリー』のレビューで『まだ見ぬあなたに野の花を』（原題：To Sir Phillip, With Love ）が星付けされたことでその年のベストセラー6冊のうちの1冊になった。『ニューヨーク・タイムズ』のベストセラー・リストに近著の13作がランクインしており、2008年10月には『ウィンダム公爵とつれない許嫁』（原題：Mr. Cavendish, I Presume ）は第1位になった。更に、アンソロジー「レディ・ホイッスルダウン」シリーズ2作にも参加し、同じく『ニューヨーク・タイムズ』のベストセラー・リストにランクインした。またクインの代表作である「ブリジャートン」シリーズの後日談が収録されているアンソロジー『伯爵の花嫁探し』や『さらわれた花嫁たち』（コニー・ブロックウェイとエロイザ・ジェームズの2人とコラボレーション）もランクインした。
2001年、クイズ番組「ザ・ウィーケスト・リンク」で79,000ドルを獲得した。現在も読書量は変わらず多く、フェイスブック上でお薦めの作品を紹介している。
夫とアメリカ北西部に住んでいる。

## 受賞、栄誉
- 1997年：『月をくれた伯爵』が『ロマンティック・タイムス・マガジン』が選ぶベスト・リージェンシー作品に選出[4]
- 2001年：RWAが主催するリタ賞に最終候補まで残る。
- 2002年：『恋心だけ秘密にして』がRWAのメンバーによる投票で決まる「今年のトップ10」に選ばれる。リタ賞の長編ヒストリカル部門で最終候補まで残る。
- 2002年：『まだ見ぬあなたに野の花を』が『パブリッシャーズ・ウィークリー』で「今年のベスト6」に選ばれる。
- 2003年：『タイム』誌で特集が組まれる。
- 2007年：『夢の乙女に永遠の誓いを』でリタ賞長編ヒストリカル部門を受賞。
- 2008年：『ミランダの秘密の日記』でリタ賞ベスト・リージェンシー・ヒストリカル部門を受賞。
- 2010年：『レディ・オリヴィアの秘密の恋』でリタ賞ベスト・リージェンシー・ヒストリカル部門を受賞[7]。
- 2010年：アメリカ・ロマンス作家協会で殿堂入りする[7]。

## 作品リスト

### シリーズ作品
Splendid 三部作
| 邦題                     | 原題                  | 刊行年 | 刊行年月   | 訳者     | 出版社                        | 備考 |
| ------------------------ | --------------------- | ------ | ---------- | -------- | ----------------------------- | --- |
| すみれの瞳に公爵のキスを | Splendid              | 1995年 | 2012年02月 | 村山美雪 | 竹書房 〈ラズベリーブックス〉 | |
| 求婚のワルツは真夜中に   | Dancing At Midnight   | 1995年 | 2012年08月 | 村山美雪 | 竹書房 〈ラズベリーブックス〉 | |
| 野に咲く乙女に口づけを   | Minx                  | 1996年 | 2012年11月 | 村山美雪 | 竹書房 〈ラズベリーブックス〉 | |
| 祭壇の前で待ちあわせ     | A Tale of Two Sisters | 2003年 | 2013年05月 | 島崎雪菜 | 幻冬舎 〈ラベンダーブックス〉 | その他の著者：リサ・クレイパス、キンリー・マクレガー アンソロジー"Where's My Hero?" に収録 アンソロジー『愛しきあなたへ』に収録 |

Lyndon Sisters 二部作
| 邦題                 | 原題                    | 刊行年 | 刊行年月  | 訳者       | 出版社                                  | 備考 |
| -------------------- | ----------------------- | ------ | --------- | ---------- | --------------------------------------- | ---- |
| 月をくれた伯爵       | Everything And The Moon | 1997年 | 2016年3月 | 山本泉     | ハーパーコリンズ・ジャパン 〈MIRA文庫〉 |      |
| たそがれに恋した伯爵 | Brighter Than The Sun   | 1997年 | 2016年7月 | 兒嶋みなこ | ハーパーコリンズ・ジャパン 〈MIRA文庫〉 |      |

Agents of the Crown
| 邦題                   | 原題                   | 刊行年 | 刊行年月  | 訳者     | 出版社                        | 備考 |
| ---------------------- | ---------------------- | ------ | --------- | -------- | ----------------------------- | ---- |
|                        | To Catch An Heiress    | 1998年 |           |          |                               |      |
| 運命の結婚はすぐそばに | How To Marry A Marquis | 1999年 | 2011年5月 | 村山美雪 | 竹書房 〈ラズベリーブックス〉 |      |

ブリジャートン シリーズ
ブリジャートン家の家族構成は8人兄弟姉妹と未亡人の母。作中では、一家はイギリス社交界から尊敬され好意的な目で見られている。一家は深い絆で結ばれている。シリーズは全8巻から成り、各巻で兄弟姉妹が順に1人ずつ主人公を務め、「真の愛」を見つけていく。時代設定は、イギリス摂政時代の終末期の上流社会。2016年、兄弟姉妹の一世代前、伯母ビリー（父エドモンドの姉）の時代を描く新シリーズ「ロークズビー家シリーズ」が開始した。
シリーズ第8作『夢の乙女に永遠の誓いを』は2007年にリタ賞を受賞。第5作『まだ見ぬあなたに野の花を』は2002年に『パブリッシャーズ・ウィークリー』でその年のベスト6に選ばれた。『ニューヨーク・タイムズ』のベストセラー・リストにも何作かがランクインしている。
第2作から第7作までの6作に、「2番目のエピローグ」を電子書籍として書き下ろしている。第1作と第8作のエピローグを足した全8作と、母ヴァイオレットにスポットを当てた短編を足した短編集が2013年4月に刊行された。
| 邦題                                     | 原題                                | 刊行年 | 刊行年月   | 訳者     | 出版社                        | 備考           |
| ---------------------------------------- | ----------------------------------- | ------ | ---------- | -------- | ----------------------------- | -------------- |
| 恋のたくらみは公爵と                     | The Duke and I                      | 2000年 | 2008年01月 | 村山美雪 | 竹書房 〈ラズベリーブックス〉 |                |
| 不機嫌な子爵のみる夢は                   | The Viscount Who Loved Me           | 2000年 | 2008年06月 | 村山美雪 | 竹書房 〈ラズベリーブックス〉 |                |
| もう一度だけ円舞曲（ワルツ）を           | An Offer From A Gentleman           | 2001年 | 2007年06月 | 村山美雪 | 竹書房 〈ラズベリーブックス〉 |                |
| 恋心だけ秘密にして                       | Romancing Mister Bridgerton         | 2002年 | 2008年11月 | 村山美雪 | 竹書房 〈ラズベリーブックス〉 |                |
| まだ見ぬあなたに野の花を                 | To Sir Phillip, With Love           | 2003年 | 2009年06月 | 村山美雪 | 竹書房 〈ラズベリーブックス〉 |                |
| 青い瞳にひそやかに恋を                   | When He Was Wicked                  | 2004年 | 2009年11月 | 村山美雪 | 竹書房 〈ラズベリーブックス〉 |                |
| 突然のキスは秘密のはじまり               | It's In His Kiss                    | 2005年 | 2010年03月 | 村山美雪 | 竹書房 〈ラズベリーブックス〉 |                |
| 夢の乙女に永遠の誓いを                   | On the Way to the Wedding           | 2006年 | 2010年07月 | 村山美雪 | 竹書房 〈ラズベリーブックス〉 | リタ賞受賞作   |
| 幸せのその後で〜ブリジャートン家後日譚〜 | The Bridgertons: Happily Ever After | 2013年 | 2013年08月 | 村山美雪 | 竹書房 〈ラズベリーブックス〉 | スピンオフ作品 |

ウィンダム公爵シリーズ
このシリーズは、「自分こそがウィンダム公爵だ」と名乗る2人の男性が主人公で、イギリスのロックバンド「ダイアー・ストレイツ」の曲にインスパイアされて執筆した作品である。2作品は同時期に起こった出来事を異なった視点から描いており、同じシーンが登場する。
| 邦題                         | 原題                     | 刊行年 | 刊行年月  | 訳者       | 出版社                                   | 備考 |
| ---------------------------- | ------------------------ | ------ | --------- | ---------- | ---------------------------------------- | ---- |
| ウィンダム公爵と美しき義賊   | The Lost Duke of Wyndham | 2008年 | 2010年4月 | 羽田詩津子 | ランダムハウス講談社文庫 〈RHブックス+〉 |      |
| ウィンダム公爵とつれない許嫁 | Mr. Cavendish, I Presume | 2008年 | 2011年8月 | 羽田詩津子 | ランダムハウス講談社文庫 〈RHブックス+〉 |      |

Bevelstoke シリーズ
| 邦題                         | 原題                                       | 刊行年 | 刊行年月   | 訳者       | 出版社                                   | 備考         |
| ---------------------------- | ------------------------------------------ | ------ | ---------- | ---------- | ---------------------------------------- | ------------ |
| ミランダの秘密の日記         | The Secret Diaries of Miss Miranda Cheever | 2007年 | 2008年11月 | 羽田詩津子 | ランダムハウス講談社文庫 〈RHブックス+〉 | リタ賞受賞作 |
| レディ・オリヴィアの秘密の恋 | What Happens in London                     | 2009年 | 2017年02月 | 村山美雪   | 竹書房 〈ラズベリーブックス〉            |              |
| ミス・アナベルの秘密のキス   | Ten Things I Love About You                | 2010年 |            |            |                                          |              |

スマイス・スミス家四部作
| 邦題                           | 原題                                 | 刊行年 | 刊行年月  | 訳者     | 出版社                        | 備考 |
| ------------------------------ | ------------------------------------ | ------ | --------- | -------- | ----------------------------- | ---- |
| はじめての恋をあなたに奏でて   | Just Like Heaven                     | 2011年 | 2013年2月 | 村山美雪 | 竹書房 〈ラズベリーブックス〉 |      |
| 運命のキスは柔らかな雨のように | A Night Like This                    | 2012年 | 2014年1月 | 村山美雪 | 竹書房 〈ラズベリーブックス〉 |      |
| 大嫌いなあなたと恋のワルツを   | The Sum of All Kisses                | 2013年 | 2014年6月 | 村山美雪 | 竹書房 〈ラズベリーブックス〉 |      |
| 突然の結婚は恋を招いて         | The Secrets of Sir Richard Kenworthy | 2015年 | 2016年7月 | 村山美雪 | 竹書房 〈ラズベリーブックス〉 |      |

ロークズビー シリーズ
| 邦題                     | 原題                                   | 刊行年     | 刊行年月   | 訳者     | 出版社                        | 備考 |
| ------------------------ | -------------------------------------- | ---------- | ---------- | -------- | ----------------------------- | ---- |
| 恋のはじまりは屋根の上で | Because of Miss Bridgerton             | 2016年[10] | 2016年12月 | 村山美雪 | 竹書房 〈ラズベリーブックス〉 |      |
|                          | The Girl with the Make-Believe Husband | 2017年[11] |            |          |                               |      |

### アンソロジー
レディ・ホイッスルダウン シリーズ
ブリジャートン・シリーズに登場する匿名のコラムニスト「レディ・ホイッスルダウン」を主題とした作品。
| 邦題                         | 原題                  | 刊行年 | 刊行年月  | 訳者     | 出版社                        | 収録先                                                                              | 備考                                                                         |
| ---------------------------- | --------------------- | ------ | --------- | -------- | ----------------------------- | ----------------------------------------------------------------------------------- | ---------------------------------------------------------------------------- |
| 三十六通のバレンタインカード | Thirty-Six Valentines | 2003年 | 2011年1月 | 村山美雪 | 竹書房 〈ラズベリーブックス〉 | "The Further Observations of Lady Whistledown" 『レディ・ホイッスルダウンの贈り物』 | 他の著者：スーザン・イーノック、カレン・ホーキンス（英語版）、ミア・ライアン |
| ファースト・キス             | The First Kiss        | 2004年 | 2011年9月 | 村山美雪 | 竹書房 〈ラズベリーブックス〉 | "Lady Whistledown Strikes Back" 『レディ・ホイッスルダウンからの招待状』            | 他の著者：スーザン・イーノック、カレン・ホーキンス（英語版）、ミア・ライアン |

The Lady Most...
| 邦題               | 原題                     | 刊行年月   | 刊行年月   | 訳者       | 出版社                        | 備考                                                             |
| ------------------ | ------------------------ | ---------- | ---------- | ---------- | ----------------------------- | ---------------------------------------------------------------- |
| 伯爵の花嫁探し     | The Lady Most Likely...  | 2010年12月 | 2014年03月 | 高橋佳奈子 | 竹書房 〈ラズベリーブックス〉 | 他の著者：コニー・ブロックウェイ、エロイザ・ジェームズ（英語版） |
| さらわれた花嫁たち | The Lady Most Willing... | 2012年12月 | 2013年10月 | 高橋佳奈子 | 竹書房 〈ラズベリーブックス〉 | 他の著者：コニー・ブロックウェイ、エロイザ・ジェームズ（英語版） |

その他
| 原題                          | 刊行月     | 収録先                         | 他の著者                                                                             |
| ----------------------------- | ---------- | ------------------------------ | ------------------------------------------------------------------------------------ |
| Gretna Greene                 | 1999年06月 | "Scottish Brides"              | クリスティーナ・ドット（英語版）、ステファニー・ローレンス、カレン・ラニー（英語版） |
| ...and a Sixpence in Her Shoe | 2016年12月 | "Four Weddings and a Sixpence" | エリザベス・ボイル、ステファニー・スローン、ローラ・リー・ガーク                     |